# لين كولمان
لين كولمان (بالإنجليزية: Lyn Coleman)‏ هي منافسة ألعاب القوى أسترالية، ولدت في 16 سبتمبر 1964 في بريزبان في أستراليا.